# Luís da Câmara Cascudo
Luís da Câmara Cascudo (Natal, Río Grande del Norte, 30 de diciembre de 1898 - Natal, 30 de julio de 1986) fue un historiador, folclorista, antropólogo, periodista, abogado y docente universitario brasileño.

## Biografía
Luís da Câmara Cascudo vivió toda su vida en Natal, Río Grande del Norte, dedicado al estudio de la cultura brasileña. Fue profesor de Derecho Internacional Público en la Universidad Federal de Río Grande del Norte. Actualmente, el Instituto de Antropología de esta universidad lleva su nombre. Investigó las más diversas manifestaciones culturales brasileñas y legó una extensa obra, de más de 150 títulos, en materia etnográfica y folclórica que actualmente es considerada de estricta referencia en la materia. 

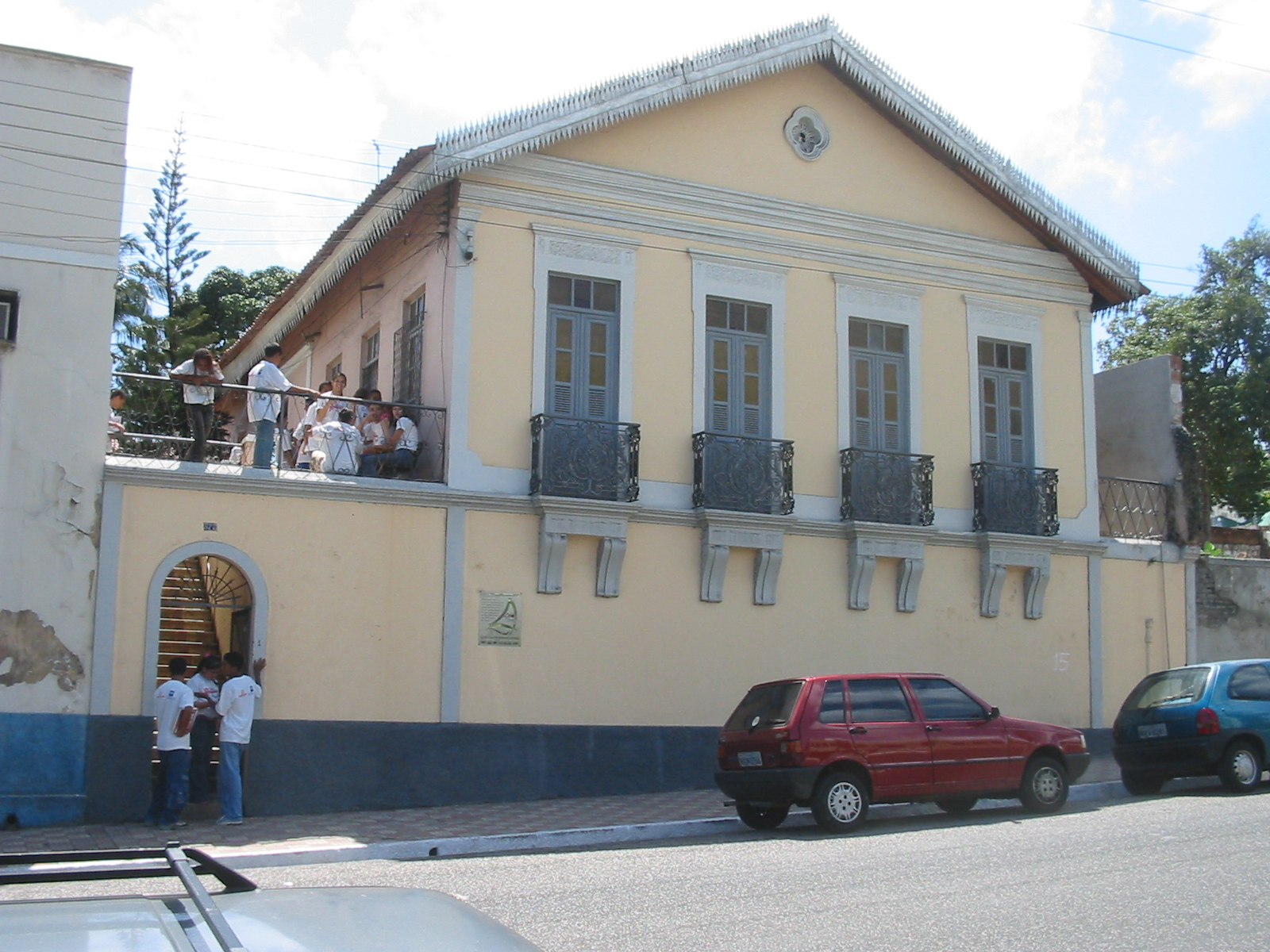
Caserón de Câmara Cascudo en el Centro Histórico de Natal.

Su obra más conocida es el Diccionario de Folclore Brasileño (1952). Otros títulos importantes de su producción son: Alma patrícia (1921), Contos tradicionais do Brasil (1946), Rede de Dormir (1959), História da Alimentação no Brasil (1967), Nomes da Terra (1968). Geografia do Brasil holandês (1956) es producto de sus estudios sobre el período de las Invasiones holandesas de Brasil. En 1947, obtuvo el Premio Joâo Ribeiro de la Academia Brasileña de Letras por Geografia dos Mitos Brasileiros. Sus memorias, O tempo e eu, fueron publicadas en forma póstuma.
Tuvo actividad política como monarquista en las dos primeras décadas del siglo XX. Divulgó la doctrina Integralista desde tribunas periodísticas y como jefe regional de Acción Integralista Brasileña, movimiento de extrema derecha liderado por Plínio Salgado. Desencantado del integralismo, se desligó de él, al igual que el futuro obispo y teólogo de la liberación Hélder Câmara. Durante la Segunda Guerra Mundial apoyó abiertamente a los Aliados, demostrando su rechazo a las fuerzas del Eje. A pesar de apoyar el Golpe de Estado en Brasil de 1964, protegió a varios potiguares perseguidos por la dictadura militar.
Câmara Cascudo explicó su pasión por el estudio del folclore, la historia y las tradiciones brasileñas afirmando que «Quería conocer la historia de todas las cosas del campo y de la ciudad. La convivencia de los humildes, de los sabios, de los analfabetos, de los conocedores de los secretos del Mar de las Estrellas, de los morros silenciosos. Asombros. Misterios. Jamás abandoné el camino que lleva a la fascinación con el pasado. Investigaciones. Búsquedas. Confidencias que hoy no tienen precio.»

## Algunas de sus obras
- Alma Patrícia, critica literária (1921)
- Histórias que o tempo leva (1923)
- Joio (crítica e literatura) (1924)
- Lopez do Paraguay (1927)
- Conde d'Eu (1933)
- O homem americano e seus temas (1933)
- Viajando o sertão (1934)
- Em memória de Stradelli (1936)
- O Doutor Barata (1938)
- O Marquês de Olinda e seu Tempo (1938)
- Governo do Rio Grande do Norte (1939)
- Vaqueiros e Cantadores (1939)
- Antologia do Folclore Brasileiro (1944)
- Os melhores contos populares de Portugal (1944)
- Lendas brasileiras (1945)
- Contos tradicionais do Brasil (1946)
- Geografia dos mitos brasileiros (1947)
- História da Cidade do Natal (1947)
- Os holandeses no Rio Grande do Norte (1949)
- Anubis e outros ensaios (1951)
- Meleagro (1951)
- Literatura oral no Brasil (1952)
- Cinco livros do povo (1953)
- Em Sergipe del Rey (1953)
- Dicionário do Folclore Brasileiro (1954)
- História de um homem (João Câmara) (1954)
- Antologia de Pedro Velho (1954)
- História do Rio Grande do Norte (1955)
- Notas e documentos para a história de Mossoró (1955)
- Trinta «estórias» brasileiras (1955)
- Geografia do Brasil Holandês (1956)
- Tradições populares da pecuária nordestina (1956)
- Jangada (1957)
- Jangadeiros (1957)
- Superstições e Costumes (1958)
- Canto de Muro (1957)
- Rede de dormir (1957)
- Ateneu Norte-Rio-Grandense (1961)
- Vida breve de Auta de Souza (1961)
- Dante Alighieri e a tradição popular no Brasil (1963)
- Dois ensaios de História (1933)
- História da República do Rio Grande do Norte (1965)
- Made in África (1965)
- Nosso amigo Castriciano (1965)
- Flor dos romances trágicos (1966)
- Voz de Nessus (1966)
- Folclore no Brasil (1967)
- História da alimentação no Brasil (1963)
- Jerônimo Rosado (1861-1930) (1967)
- Seleta, Luís da Câmara Cascudo (1967, selección de Américo de Oliveira Costa)
- Coisas que o povo diz ( 1968)
- Nomes da Terra (1968)
- O tempo e eu (1968)
- Prelúdio da cachaça (1967)
- Pequeno manual do doente aprendiz (1969)
- Gente viva (1970)
- Locuções tradicionais no Brasil (1977)
- Ensaios de etnografia brasileira (1971)
- Na ronda do tempo (1971)
- Sociologia do Açúcar (1971)
- Tradição, ciência do povo (1971)
- Ontem (1972)
- Uma História da Assembléia Legislativa do RN (1972)
- Civilização e cultura (2 vol.) (1973)
- Movimento da independência no RN (1973)
- O Livro das velhas figuras (6 volúmenes) (1, 1974; 2, 1976; 3, 1977; 4, 1978; 5, 1981; 6, 1989)
- Prelúdio e fuga do real (1974)
- Religião no povo (1974)
- História dos nossos gestos (1976)
- O Príncipe Maximiliano no Brasil (1977)
- Antologia da alimentação no Brasil (1977)
- Três ensaios franceses - (1977, de Motivos da Literatura Oral da França no Brasil, 1964)
- Mouros e Judeus (1978)
- Superstição no Brasil (1985)